# FFH-Gebiet Steinbek
Das FFH-Gebiet Steinbek ist ein NATURA 2000-Schutzgebiet in Schleswig-Holstein im Kreis Ostholstein in den Gemeinden Schönwalde am Bungsberg, Wangels und Harmsdorf. Es besteht aus zwei räumlich getrennten Teilgebieten. Es hat eine Größe von 150 Hektar. Seine größte Ausdehnung liegt mit 7,4 Kilometer in Nordsüdrichtung. Das FFH-Gebiet liegt im Naturraum „Bungsberggebiet“ (Landschafts-ID 70204) in der Haupteinheit „Ostholsteinisches Hügelland“. Diese ist wiederum Teil der Naturräumlichen Großregion 2. Ordnung Schleswig-Holsteinisches Hügelland. Es liegt geologisch in leicht hügeligem Gelände auf einer Grundmoräne der Weichsel-Kaltzeit. Die höchste Erhebung mit 121 Meter über Normalhöhennull (NHN) liegt an der Südspitze des Waldgebietes Hellberg. Der niedrigste Bereich liegt im Tal der Testorfer Au an der Nordspitze des größeren Teilgebietes mit 10 Meter über NHN, siehe auch Karte 1.
Das größere südliche Teilgebiet beginnt im Süden im Ortsteil Langenhagen der Gemeinde Schönwalde am Bungsberg an der Hauptstraße Nummer 48 (Lage) und endet im Norden in Wangels in der Nähe der Kreisstraße K60, wo die Testorfer Au das FFH-Gebiet verlässt (Lage). Dieses Teilgebiet umfasst den größten Teil des Oberlaufes des Fließgewässers Steinbek, das auch Farver Au genannt wird, mit den anliegenden Ländereien. Es umfasst Teile des Waldgebietes Hegeholz zwischen Langenhagen und Rethwisch sowie den Forst Hellberg in der Gemeinde Harmsdorf. Nördlich der Ziegelei von Grammdorf mündet der Steinbek in die Testorfer Au. Der Oberlauf der Testorfer Au gehört vom Gut Testorf bis zur Nordspitze des Teilgebietes nördlich vom Gut Farve zum FFH-Gebiet.
Das kleinere zweite Teilgebiet liegt nordwestlich des größeren Teilgebietes und reicht von den Fischteichen nordöstlich des Wangelner Ortsteils Hansühn im Süden (Lage) bis zum Gut Farve im Norden (Lage). Es umfasst im Süden Teile des Waldgebietes Kleiner Ellert und im Norden fast das gesamte Waldgebiet Farsen.
Die Fließgewässer Steinbek (Farver Au) und Testorfer Au gehören laut europäischer Wasserrahmenrichtlinie (WRRL) zu den berichtspflichtigen Fließgewässern. Im FFH-Gebiet Steinbek liegen drei Wasserkörper, deren ökologischer und chemischer Zustand einer ständigen Überwachung unterliegen. Die Einstufung ist in Tabelle 1 dargestellt (Stand Juni 2024).
| Lfd. Nr. | Wasserkörperbezeichnung        | Kennung           | Einstufung nach § 28 WHG | Ökologischer Zustand (gesamt) | Chemischer Zustand (gesamt) |
| -------- | ------------------------------ | ----------------- | ------------------------ | ----------------------------- | --------------------------- |
| 1        | Farver Au OL (Fließgewässer)   | DERW_DESH_OG_16_A | natürlich                | mäßig                         | nicht gut                   |
| 2        | Farver Au Wald (Fließgewässer) | DERW_DESH_OG_16_B | natürlich                | mäßig                         | nicht gut                   |
| 3        | Testorfer Au (Fließgewässer)   | DERW_DESH_OG_16_C | erheblich verändert      | mäßig                         | nicht gut                   |

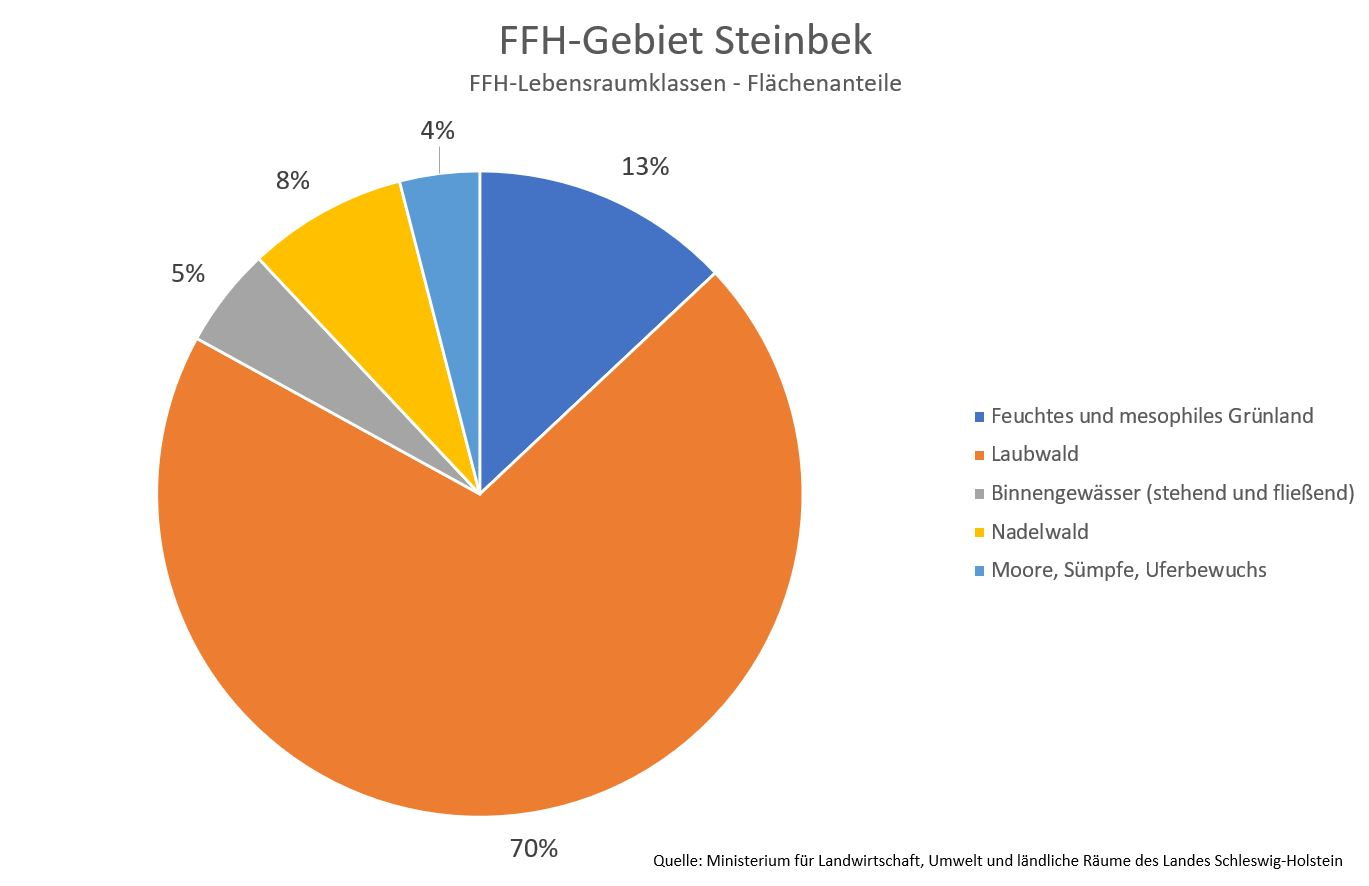
Diagramm 1ː FFH-Lebensraumklassen im FFH-Gebiet Steinbek

Der Grund für die schlechte Bewertung des chemischen Zustands liegt bei allen Wasserkörpern in der Überschreitung der Grenzwerte für Bromierte Diphenylether (BDE), Quecksilber und Quecksilberverbindungen. An den Wasserkörpern befinden sich sieben Messstellen für Chemie und Biologie des Landesamtes für Umwelt des Landes Schleswig-Holstein (LfU SH), siehe Karte 2. Bis zum Jahre 2028 muss gemäß WRRL für alle Gewässer in der Europäischen Union ein „guter“ ökologischer und chemischer Zustand erreicht werden.
Das FFH-Gebiet ist zu gut drei Vierteln mit Wald bedeckt, wobei der Laubwald überwiegt, siehe Diagramm 1. Auch wenn das FFH-Gebiet entlang der Waldbäche liegt, kommen die Binnengewässer nur auf einen Flächenanteil von fünf Prozent. Obwohl das FFH-Gebiet eine Ausdehnung von 7,4 Kilometer hat, gehört es nur wenigen privaten Besitzern. Dies liegt an den traditionell in dieser Gegend vorhandenen großen landwirtschaftlichen Gütern mit ihren weitläufigen Ländereien.

## FFH-Gebietsgeschichte und Naturschutzumgebung
Der NATURA 2000-Standard-Datenbogen (SDB) für dieses FFH-Gebiet wurde im Dezember 1999 vom Landesamt für Landwirtschaft, Umwelt und ländliche Räume (LLUR) des Landes Schleswig-Holstein erstellt, im Juli 2001 als Gebiet von gemeinschaftlicher Bedeutung (GGB) vorgeschlagen, im Dezember 2004 von der EU als GGB bestätigt und im Januar 2010 national nach § 32 Absatz 2 bis 4 BNatSchG in Verbindung mit § 23 LNatSchG als besonderes Erhaltungsgebiet (BEG) bestätigt. Der SDB wurde zuletzt im Mai 2019 aktualisiert. Der Managementplan (MP) für das FFH-Gebiet wurde am 9. Juni 2016 veröffentlicht.
Das FFH-Gebiet grenzt im Süden an das FFH-Gebiet Kremper Au und ist dort Teil des Naturparks Holsteinische Schweiz, sowie teilweise Teil des am 1. August 1961 gegründeten Landschaftsschutzgebiet Alleen und Baumreihen und des am 3. Januar 1955 gegründeten Landschaftsschutzgebiet 2 Alleen Gemarkung Testorf und Meischenstorf. Das FFH-Gebiet liegt in den Verbundachsen Farver Au/Steinbek des landesweiten Biotopverbundsystems. Im FFH-Gebiet befinden sich mehrere archäologische Kulturdenkmäler. Dazu gehören ein vollständiger Ringwall (Lage) einer ehemaligen Burg nordöstlich der Ziegelei in Grammdorf mit einem vorgelagerten Abschnittswall (Lage), sowie mehrere Großsteingräber und Grabhügel. Mit der Gebietsbetreuung des FFH-Gebietes nach § 20 LNatSchG wurde durch das LLUR noch keine Institution beauftragt (Stand Juni 2024).

## FFH-Erhaltungsgegenstand

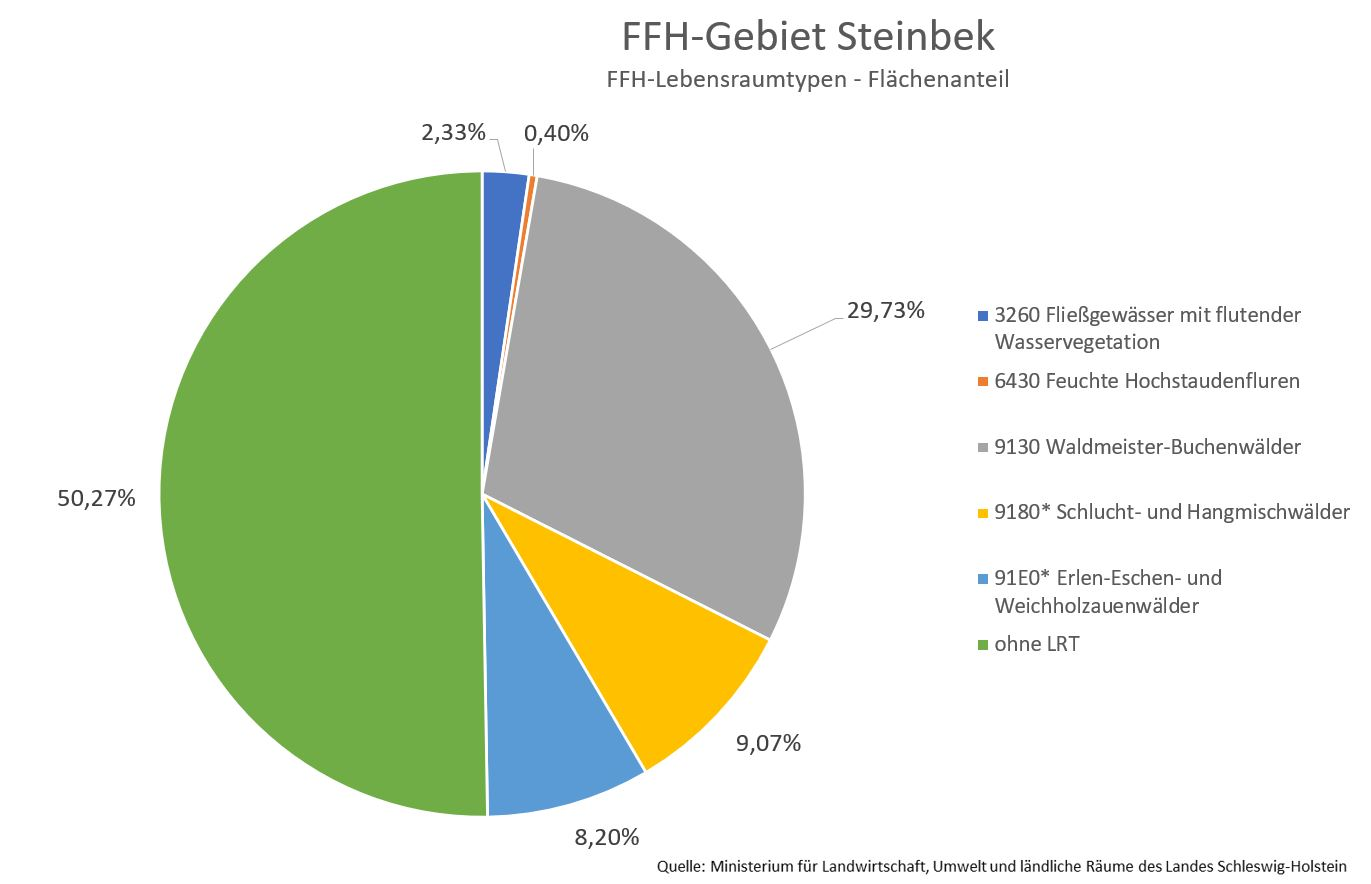
Diagramm 2ː Flächenanteil der FFH-Lebensraumtypen im FFH-Gebiet Steinbek

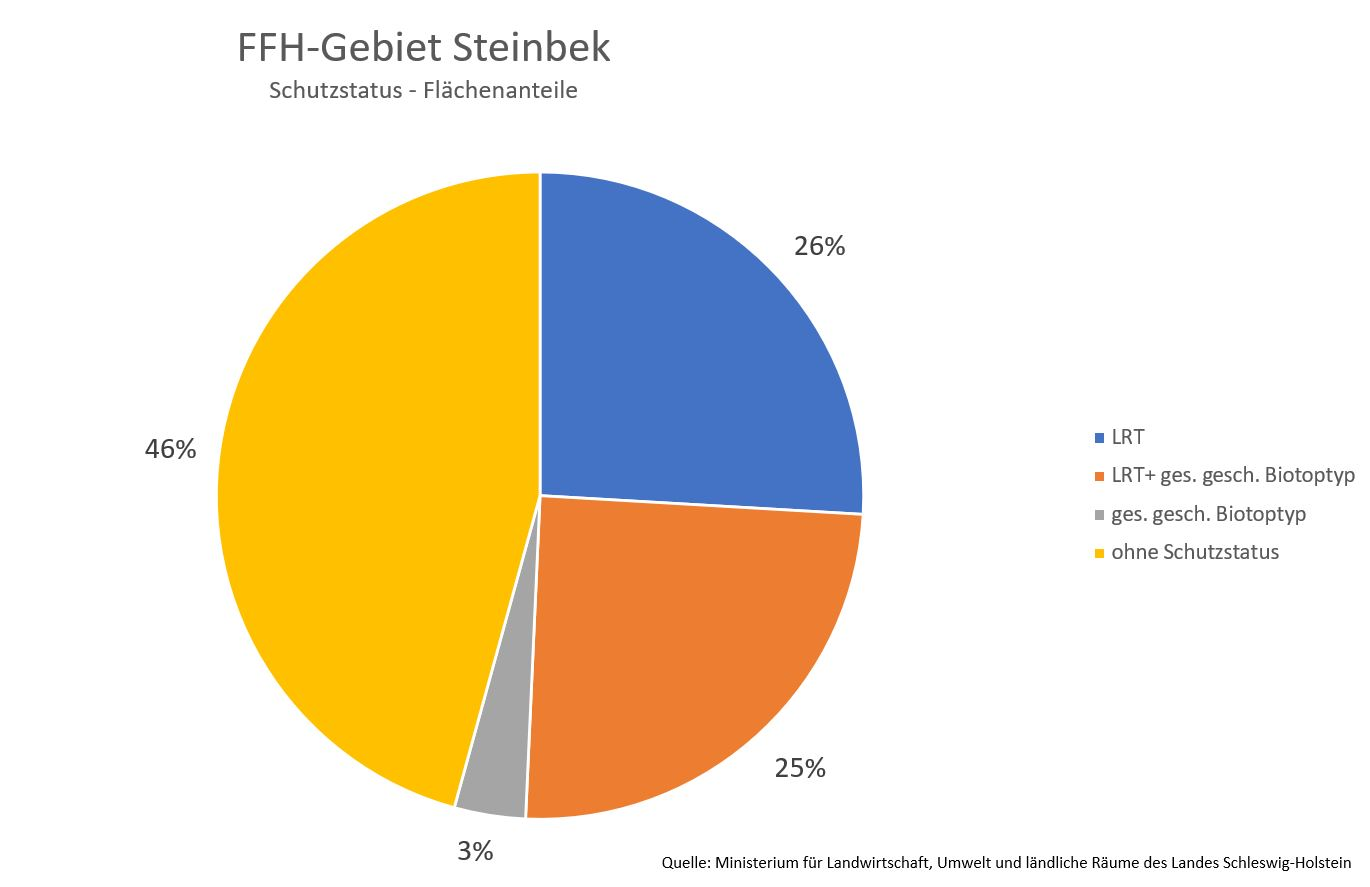
Diagramm 3ː Schutzstatus des FFH-Gebietes Steinbek

Laut Standard-Datenbogen vom Mai 2019 sind folgende FFH-Lebensraumtypen (LRT) und Arten als FFH-Erhaltungsgegenstände mit den entsprechenden Beurteilungen zum Erhaltungszustand der Umweltbehörde der Europäischen Union gemeldet worden (Gebräuchliche Kurzbezeichnung (BfN)):
FFH-Lebensraumtypen nach Anhang I der EU-Richtlinie:
- 3260 Fließgewässer mit flutender Wasservegetation (Gesamtbeurteilung B)[22]
- 6430 Feuchte Hochstaudenfluren (Gesamtbeurteilung C)[23]

- 9130 Waldmeister-Buchenwälder (Gesamtbeurteilung B)[24]
- 9180* Schlucht- und Hangmischwälder (Gesamtbeurteilung B)[25]
- 91E0* Erlen-Eschen- und Weichholzauenwälder (Gesamtbeurteilung B)[26]

Arten gemäß Artikel 4 der Richtlinie 2009/147/EG und Anhang II der Richtlinie 92/43/EWG und diesbezügliche Beurteilung des Gebiets:
- 1096 Bachneunauge (Lampetra planeri) (Gesamtbeurteilung C)[28]

Gut zwei Drittel der FFH-Gebietsfläche ist mit FFH-Lebensraumtypen der Wälder bedeckt, siehe auch Diagramm 1. Der Rest besteht weitgehend aus Nutzwäldern mit Nadelholzbeständen.
In den Jahren 2018 und 2019 wurde die letzte Nachkartierung der FFH-Lebensraum- und Biotoptypen im FFH-Gebiet durchgeführt (Stand April 2024). Danach sind knapp drei Viertel der gesamten FFH-Gebietsfläche entweder mit FFH-Lebensraumtypen oder mit gesetzlich geschützten Biotoptypen bedeckt, siehe Diagramm 2. Bei den gesetzlich geschützten Biotopen handelt es sich im Wesentlichen um sonstige Klein- und Stillgewässer und Sumpfwald. Der häufigste Lebensraumtyp 9130 Waldmeister-Buchenwälder ist vorwiegend im Waldgebiet Farsen nördlich des Kleebergs und im Waldgebiet Hellberg nördlich des Goldbergs zu finden.

## FFH-Erhaltungsziele
Aus den oben aufgeführten FFH-Erhaltungsgegenständen werden als FFH-Erhaltungsziele von besonderer Bedeutung die Erhaltung folgender Lebensraumtypen im FFH-Gebiet vom Ministerium für Energiewende, Landwirtschaft, Umwelt und ländliche Räume des Landes Schleswig-Holstein erklärt:
- 3260 Fließgewässer mit flutender Wasservegetation
- 6430 Feuchte Hochstaudenfluren
- 9130 Waldmeister-Buchenwälder
- 9180* Schlucht- und Hangmischwälder
- 91E0* Erlen-Eschen- und Weichholzauenwälder
- 1096 Bachneunauge (Lampetra planeri)

Damit wurden alle im FFH-Gebiet vorhandene FFH-Erhaltungsgegenstände zu FFH-Erhaltungszielen erklärt.

## FFH-Analyse und Bewertung

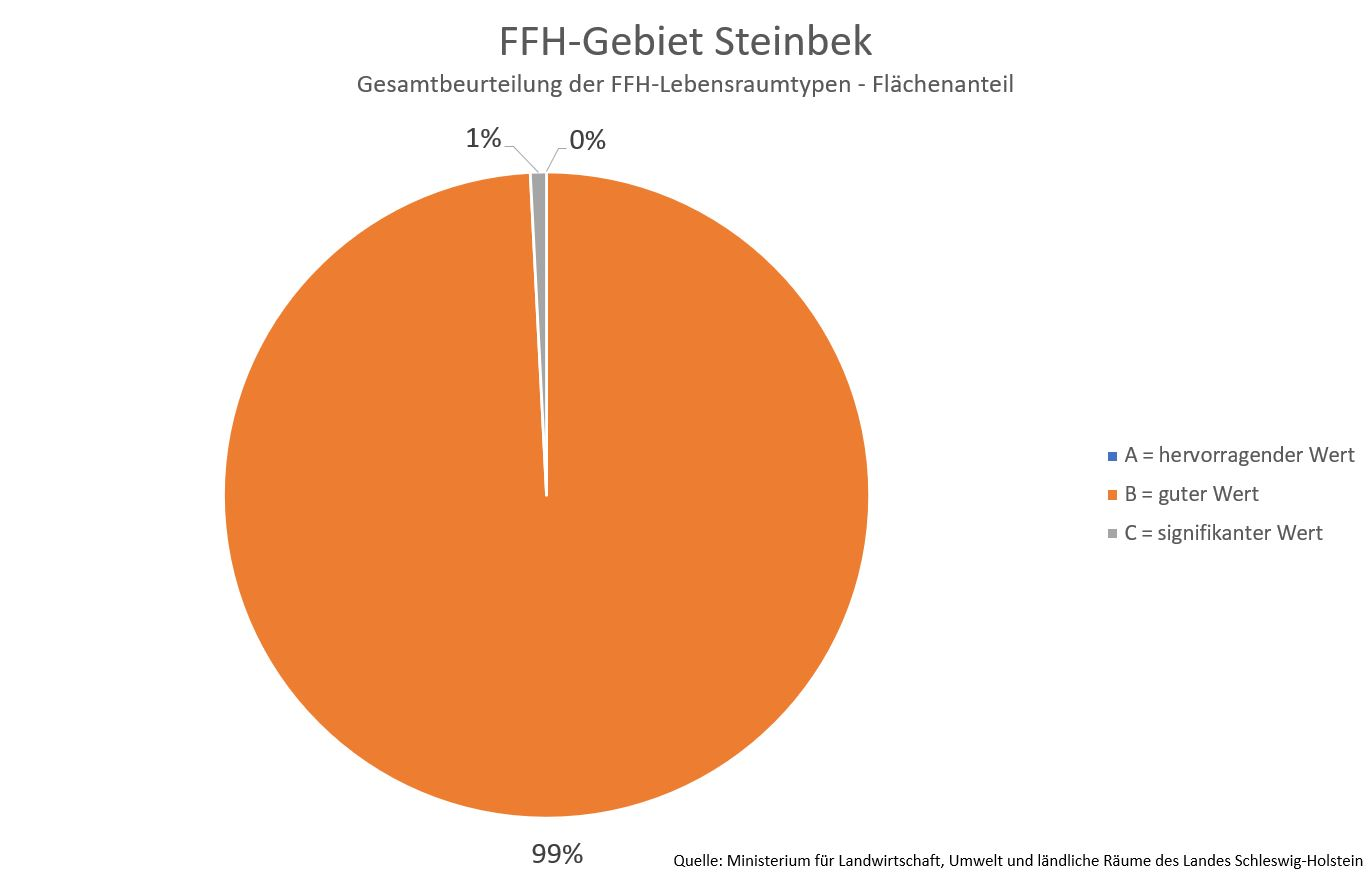
Diagramm 4ː Gesamtbeurteilung der FFH-Lebensraumtypen im FFH-Gebiet Steinbek

Das Kapitel FFH-Analyse und Bewertung im Managementplan beschäftigt sich unter anderem mit den aktuellen Gegebenheiten des FFH-Gebietes und den Hindernissen bei der Erhaltung und Weiterentwicklung der FFH-Lebensraumtypen und Arten. Damit haben die Flächen, die mit FFH-Lebensraumtypen bedeckt sind, zu 99 Prozent eine gute Gesamtbeurteilung bekommen, siehe Diagramm 4. Um eine hervorragende Gesamtbeurteilung zu bekommen, sind eine Reihe von Maßnahmen in den FFH-Maßnahmenkatalog aufgenommen worden.

## FFH-Maßnahmenkatalog
Der FFH-Maßnahmenkatalog im Managementplan führt neben den bereits durchgeführten Maßnahmen geplante Maßnahmen zur Erhaltung und Entwicklung der FFH-Lebensraumtypen im FFH-Gebiet an. Laut Managementplan wurden bis zur Erstellung des Managementplanes keine Maßnahmen durchgeführt, die über die Einhaltung des Landeswaldgesetzes hinausgingen. Da in dem vorhergehenden Jahren eine Nutzung des Waldes weitgehend unterblieben ist, hat sich der Zustand der FFH-Lebensraumtypen im FFH-Gebiet jedenfalls nicht verschlechtert. Um eine deutliche Verbesserung zu erreichen, wurden die Vorschläge aus dem Managementplan in einer Karte flächenmäßig festgehalten und zur besseren Kontrolle in 15 Maßnahmenblätter eingetragen.
Schwerpunkt der Maßnahmen sind der Waldumbau. Hierbei werden standortfremde Baumarten wie Nadelbäume durch Laubbäume ersetzt. Mit dem im Jahre 2005 beginnenden Eschentriebsterben sollten die entstehenden Auflichtungen durch Neuanpflanzung geeigneter Baumarten geschlossen werden. Der Anteil an liegendem und stehendem Totholz und die Anzahl an Habitatbäumen soll erhöht werden, um die Artenvielfalt zu stärken und eine natürliche Verjüngung mit Bäumen verschiedenen Alters zu erreichen. Die im Gebiet vorhandenen Hochstaudenfluren müssen nach Bedarf von aufkommender Verbuschung befreit werden.
Die Bachläufe müssen in der Nähe von intensiv genutzten Ackerflächen durch Gewässerrandstreifen vor Überdüngung geschützt werden.

## FFH-Erfolgskontrolle und Monitoring der Maßnahmen
Eine FFH-Erfolgskontrolle und Monitoring der Maßnahmen findet in Schleswig-Holstein alle sechs Jahre statt. Die Ergebnisse des letzten externen Monitorings wurden am 27. Oktober 2009 veröffentlicht (Stand März 2024). Die Europäische Kommission hat im Jahre 2015 die Umsetzung der Richtlinie 92/43/EWG in Deutschland bemängelt (Verfahren-Nr. 2014/2262). In den Managementplänen würden keine ausreichend detaillierten und quantifizierten Erhaltungsziele festgelegt. Am 12. Februar 2020 hat die Kommission der Bundesrepublik Deutschland eine Frist von zwei Monaten gesetzt, die Mängel zu beseitigen. Andernfalls wird der Europäische Gerichtshof (EuGH) angerufen. Die Bundesrepublik Deutschland ist der Aufforderung nicht nachgekommen (Stand August 2021). Die Kommission führt für Schleswig-Holstein fehlende Quantifizier-, Mess- und damit Berichtsfähigkeit an. Schleswig-Holstein konzentriere sich ausschließlich auf die Durchsetzung des Verschlechterungsverbotes nach Artikel 6, Absatz 2 der Richtlinie. Die Stellungnahme des Landes Schleswig-Holstein mit der im Jahre 2006 erfolgten Bekanntgabe der gebietsspezifischen Erhaltungsziele (gEHZ) für die FFH-Vorschlagsgebiete in Schleswig-Holstein bestätige aus Sicht der Europäischen Kommission die angeführten Mängel. Nachdem Deutschland die Mängel nicht fristgerecht abgestellt hat, hat die Europäische Kommission Deutschland beim Europäischen Gerichtshof im Februar 2021 verklagt. Hierzu wurden von der Generalanwältin des EuGH am 20. April 2023 die Schlussanträge gestellt. Am 21. September 2023 hat der EuGH das Urteil gesprochen. Die Bundesrepublik Deutschland hat in drei Punkten der Anklage gegen Europäisches Recht verstoßen und im Übrigen wird die Klage abgewiesen. Die Bundesrepublik Deutschland muss ihre eigenen Verfahrenskosten und die der Europäischen Kommission tragen.